# Målerås
Målerås – miejscowość (tätort) w Szwecji, w regionie administracyjnym (län) Kalmar, w gminie Nybro.
Według danych Szwedzkiego Urzędu Statystycznego liczba ludności wyniosła: 206 (31 grudnia 2018) i 197 (31 grudnia 2019).